# Średnia całkowa
Średnia całkowa – średnia wartość funkcji w przedziale będąca uogólnieniem średniej arytmetycznej.
Niech funkcja {\displaystyle f} jest całkowalna w przedziale {\displaystyle [a,\ b]} i ograniczona {\displaystyle m\leqslant f(x)\leqslant M.}
Wówczas średnią całkową funkcji {\displaystyle f} w przedziale {\displaystyle [a,\ b]} definiuje się jako
{\displaystyle \mu ={\frac {1}{b-a}}\int _{a}^{b}f(x)\,dx}
lub ogólniej
{\displaystyle \mu ={\frac {\int _{a}^{b}f(x)\,dx}{\int _{a}^{b}\,dx}},.}
Opierając się na twierdzeniu o wartości średniej, otrzymuje się {\displaystyle m\leqslant \mu \leqslant M.} Jeśli o funkcji {\displaystyle f} dodatkowo założyć, że jest ciągła, to średnia {\displaystyle \mu } jest osiągana dla pewnego punktu {\displaystyle \xi \in [a,\ b],} tzn. {\displaystyle \mu =f(\xi ).}
W przypadku dyskretnym pojęcie średniej całkowej redukuje się do zwykłej średniej arytmetycznej (dyskretnej).